# Khaneh-ye Garmatek
Khaneh-ye Garmatek é uma cidade na província de Badaquexão, situada no nordeste do Afeganistão.